# حدائق الملكة رانيا
حدائق الملكة رانيا سميت باسم الملكة رانيا وتقع في مدينة عمّان في حي منطقة الموقر حي النقيرة في القويسمة. تحتوي الحديقة على مكتبة و ملعب أطفال
عبدون، كما ويوجد فيها مطاعم ومقهى وملعب كرة قدم وملعب كرة سلة.